# Левин, Александр Митрофанович
Александр Митрофанович Левин (15 мая 1871 — май 1929, Земун) — российский шахматист.
Успешно играл в петербургских турнирах, дважды (1899/1900 и 1902) делил с Чигориным 1—2 места в соревнованиях сильнейших шахматистов столицы. В 1902 выступил в международном турнире в Ганновере, где разделил 11—12 места и завоевал звание мастера. После 1917 эмигрировал в Югославию.